# Gregorio Bontoux
Gregorio Bontoux Halley (Neuilly-sur-Seine, 1967) es un empresario y directivo de origen francés y nacionalidad española. Empezó a vivir en España en 1992, es presidente de la firma de joyería Majorica,y  consejero de varias empresas.

## Formación y carrera profesional
Es licenciado en Ciencias Económicas y Empresariales por el Instituto Weller de París,  diplomado por el Instituto de Consejeros y Administradores (ICA), y  MBA por el IESE Business School. Su carrera profesional comenzó en Francia, donde se licenció como Teniente de Artillería en la Reserva.
Nieto de Paul-Auguste Halley, creador de los hipermercados Continente, forma parte de una familia dedicada desde generaciones al comercio mayorista y al gran consumo. En 1992, tras descubrir Salamanca en un viaje de estudios, decidió quedarse en España donde ha desarrollado su carrera profesional en el mismo sector.  Comenzó a trabajar en Nestlé en 1992, realizando estudios de mercado y teniendo diversas responsabilidades en el área de marketing. En 1995 se incorporó al departamento de operaciones de Hipermercados Continente, y  tras la fusión con Carrefour, en 2003 inició una nueva etapa como gestor del patrimonio accionarial familiar en diversas compañías.
Es accionista relevante de Supermercados Dia, de la marca de equipamientos deportivos Kelme, y de la firma de joyería Majorica, especializada en la producción de perlas, de la que es presidente y principal accionista. Es accionista minoritario estratégico de las perfumerías Clarel desde 2024, y de Renta Corporación.